# 이강 (축구 선수)
이강(李强, 1992년 9월 10일 ~ )은 대한민국의 전 축구 선수이다.

## 선수 경력
1992년 중국에서 태어난 조선족 출신으로 2005년 중학교 1학년 때 대한민국 국적을 취득했다
2009년 김학찬, 김대광 등과 함께 대한축구협회 우수선수 해외유학 프로젝트에 선발되어 독일 1. FC 뉘른베르크 유스팀에 입단하였다.
재현고등학교 재학 시절 백운기 전국대회와 고교주말리그 서울 북부권에서 득점왕을 석권하며 U-17 월드컵 대표 팀에 선발되었고, 김진수, 이종호, 손흥민 등 쟁쟁한 선수들과 한솥밥을 먹으며 대한민국의 16강 진출에 기여했으며, 당시 손흥민보다 높은 평가를 받기도 했다.
고등학교 졸업 후에는 J리그에 있는 미토 홀리호크에 입단했지만 도호쿠 대지진으로 팀 숙소가 무너지는 악재가 이어지면서 3개월만에 일본 생활을 청산했고, 일본을 떠난 이후 리그 드래프트가 열릴 때까지 몸을 만들고 실전감각을 익힐 겸 한국 내셔널리그 목포시청 축구단에 잠깐 입단했지만 드래프트에서 지명을 받지 못하였다. 그 후 다시 일본으로 갔지만 무릎 인대가 끊어지는 불운을 겪었고, 재활을 마친 후 성남 FC 입단 테스트도 받았지만 입단이 끝내 무산되면서 결국 그대로 은퇴했다.
은퇴 후 대구에서 축구교실을 운영하고 있었으며, 안정환이 이강을 직접 찾아가 테스트 참가 여부를 타진하기도 했다. 이후 예비 엔트리에 있다가 앞서 선발된 선수들이 벨기에 전지훈련에서 국내로 복귀한 이후 청춘 FC에 합류했으며, 화성 FC와의 평가전에서 골을 성공시키기도 하였다.
청춘 FC 종방 이후로는 축구 선수 생활을 완전히 청산하고 용인에서 축구교실을 운영하기 시작했다. 또한 자신의 이름을 대고 아프리카TV에서 인터넷 방송을 하고 있다.

## 논란
2017년 6월 26일 서울 이랜드와 대전 시티즌과의 리그 경기를 본후 자신의 SNS에 "K리그 챌린지 자꾸 응원할려고 해도 그게 안된다. 오늘 이랜드 vs 대전 경기를 보는데...하...이게 진짜 ㅎㅎㅎ 와...씨...할말이 없다...대학생들이 더 수준이 높다. 더 단합이 잘된것 같다 대학생들이...이건 아무리 협회에서 노력해도 선수들이 그만큼 못해주는 것 같다. 이게 팩트다."라는 K리그 챌린지를 폄하하는 내용의 글을 게시해 논란이 일었고, 곧바로 게시물을 지우고 사죄글을 게시했다.

## 같이 보기
- 청춘FC 헝그리 일레븐